# Ardisia trichogyne
Ardisia trichogyne är en viveväxtart som beskrevs av Benjamin Clemens Masterman Stone. Ardisia trichogyne ingår i släktet Ardisia och familjen viveväxter. Inga underarter finns listade i Catalogue of Life.